# 弥富市議会
弥富市議会（やとみしぎかい）は、愛知県弥富市に設置されている地方議会である。

## 概要

### 任期
4年

### 定数
16人

### 所在地
愛知県弥富市前ケ須町南本田335
弥富市役所5階

### 委員会
- 議会運営委員会

#### 常任委員会
- 総務建設委員会
- 厚生文教委員会
- 予算決算委員会

#### 特別委員会
- 議会広報編集特別委員会

### 定例会
- 年4回実施[2]
  - 3月
  - 6月
  - 9月
  - 12月

### 事務局
- 議会事務局
  - 議事課
    - 議事グループ

## 会派
| 会派名               | 議席数 | 所属党派   | 議員名（◎は代表）                                                                               | 女性議員数 | 女性議員の比率(%) |
| -------------------- | ------ | ---------- | ----------------------------------------------------------------------------------------------- | ---------- | ----------------- |
| 公明党               | 2      | 公明党     | ◎堀岡敏喜 小久保照枝                                                                            | 1          | 50                |
| 日本共産党弥富市議団 | 2      | 日本共産党 | ◎那須英二 板倉克典                                                                              | 0          | 0                 |
| 新しい風やとみ       | 2      | 無所属     | ◎佐藤仁志 加藤明由                                                                              | 0          | 0                 |
| 無所属               | 10     | 無所属     | 伊藤千春 柴田英里 鈴木りつか 平居ゆかり 横井克典 江崎貴大 加藤克之 高橋八重典 早川公二 平野広行 | 3          | 30                |
| 計                   | 16     |            |                                                                                                 | 4          | 25                |

## 議員報酬と政務活動費
議員報酬
| 役職   | 報酬             | 期末手当 | 期末手当 |
| 役職   | 報酬             | 6月      | 12月     |
| ------ | ---------------- | -------- | -------- |
| 議長   | 月額 49万8,000円 | 1.70月分 | 1.70月分 |
| 副議長 | 月額 44万6,000円 | 1.70月分 | 1.70月分 |
| 議員   | 月額 39万8,000円 | 1.70月分 | 1.70月分 |

政務活動費
政務活動費および費用弁償（日額旅費）の支給制度はない。

## 事件

### 市議による市有地不法占拠問題
2006年、大原功市議は弥富市平島町中新田に2階建の賃貸アパートを2棟建てることを計画。建設予定の建物が市所有の用水路に隣接していたことから、市は大原に対し、用水路にはみ出さないように求める通知を出した。ところが大原はこれを無視。2007年、アパートは壁が水路側へ幅65センチ、長さ60メートルにわたってはみ出して建築された。
2019年8月、市民オンブズマン活動を行う加藤明由から住民監査請求がなされ、同年10月、市監査委員は「市は財産の管理を怠る事実があった」と指摘。市に対し、大原に「2年以内の壁の撤去」と「不当利得約133万円の支払い」を求めるよう勧告した。
2020年2月16日、市議選が執行され、件の住民監査請求をした加藤明由が初当選した。同年同月、大原は「支払い義務はない」と主張し、債務不存在の確認を求める訴訟を名古屋地裁に起こした。これを受けて同年3月、市は大原への提訴を決定。
同年6月、加藤明由は、大原に対する「議長不信任決議案」が市議会定例会に提出。6月24日、当事者である大原と、議事を司る副議長の鈴木みどりを除く14人で採決が行われ、公明党（2人）と日本共産党（2人）と無会派（4人）の計8人が賛成、与党会派の政新会の6人が反対し、賛成多数で不信任決議は可決された。裁判は7月7日に始まるも、大原は現在も議長の任にあたっている。

### 市民オンブズマン活動を行う市議に対する辞職勧告決議
2005年頃から住民監査請求を続けてきた加藤明由は、弥富市役所の新庁舎建設を巡り、「補償金が違法」「通常より高すぎる」などとして2013年と2018年に住民訴訟を起こした。前述のごとく2019年8月には、大原功市議所有のアパートの市有地不法占拠問題につき住民監査請求をするなど市民オンブズマン活動を積極的に行ってきた。
2020年2月16日の市議選で加藤明由は初当選。市役所新庁舎は同年2月末に完成。
同年7月22日、加藤らによる損害賠償請求住民訴訟の訴えは却下され、原告は控訴を断念した。同年9月、佐藤高清（政新会）は「当選前に住民訴訟を起こし、オンブズマン活動で市に大きな負担を負わせた」として、加藤に対する辞職勧告決議案を市議会に提出。9月23日に行われた採決で賛成7、反対7と同数となったが、政新会所属の大原功議長の裁決により原案どおり可決された。
佐藤高清は「訴えが却下されたにもかかわらず謝罪をしなかった。これ以上、話し合いの余地がないと判断して決議案を出した」と説明するが、当該辞職勧告決議についてはメディアも大きく取り上げ、各界から批判の声が集中した。以下はその例。
- 全国市民オンブズマン連絡会議事務局長の新海聡弁護士は「オンブズマン活動を理由に議会が議員辞職勧告決議をした事例は聞いたことがない」「議会の職務である監視機能を否定した自殺行為だ」と述べ、代表を務める名古屋市民オンブズマン名で、市議会に撤回を求める申し入れなどを行う意思を示した[9]。
- 東海地方の女性議員らでつくる「女性を議会に！ネットワーク」は10月20日、同様の申し入れを市議会にした[9]。
- 早稲田大学マニフェスト研究所の中村健事務局長は「議員になる前のオンブズマン活動を理由にした辞職勧告決議は、被選挙権に制限をかけ、憲法にも反するのではないか」と指摘した[9]。
- オンブズマンと議員の活動を続ける豊橋市議の寺本泰之は「めちゃくちゃな決議で驚いた。私なら名誉毀損で訴える」と怒りをあらわにした[10]。
- 名城大学の昇秀樹教授は「議員活動と別に社会活動としてオンブズマンをするのは全く問題がなく、むしろ二重のチェックができる。議会の本質をわきまえない恥ずかしい決議だ」と述べた[11]。